# Muscoy
Muscoy statisztikai település az Amerikai Egyesült Államok Kalifornia államában, San Bernardino megyében. Lakosainak száma 10 719 fő (2020. április 1.).

## Népesség
A település népességének változása:

| 2010 | 10 644 |
| 2020 | 10 719 |